# Zang Ba
En aquest nom xinès, el cognom és Zang.
Zang Ba va ser un general militar que va viure durant els períodes de la tardana Dinastia Han Oriental i els Tres Regnes de la història xinesa.
Ell serví inicialment al senyor de la guerra Tao Qian, després va seguir a Lü Bu i finalment a Cao Cao i els seus successors, però durant la major part de la seva carrera ell va romandre semiautònom sobre les seves tropes a la Xina oriental. Els anys del seu naixement i mort no són coneguts, però se sap que va servir a Cao Wei fins al regnat de Cao Rui. Se li va concedir poder autònom sobre les províncies de Qing i Xu. Amb el temps ell mantindria el títol de marquès en diversos comtats, però en el moment de la seva mort ell tenia el prestigiós títol de Batle de la Capital (執金吾). Zang va ser un general arrogant, però també un poderós líder regional que va contribuir molt al poder de Wei. Va ser el cas estrany en què un subordinat insolent com ell acabava gaudint d'un bon final.

## Biografia

### Incident al seu poble natal
Zang Ba era originari de Huaxian (華県), Prefectura de Taishan (泰山郡). Segons els Registres dels Tres Regnes de l'historiador de la Dinastia Jin, Chen Shou, el seu pare, Zang Jie, el qual va exercir com a alcaid de presó a la regió Huaxian, estava disgustat amb l'abús de les lleis del Gran Administrador (太守) per ordenar la mort dels habitants locals. Per tant, ell va deixar d'obeir les ordres del Gran Administrador, i aquest últim, es va enutjar molt, i va fer arrestar a Zang Jie i decidí transferir-lo a la regió de la capital. Zang Ba, tot i només tenir 18 anys aleshores, va reunir a uns 20 o 30 hostes de casa per rescatar al seu pare. Encara que hi havien més de 100 soldats escortant a Zang Jie, cap d'ells va gosar d'aturar Zang Ba. Des d'aleshores, pare i fill es van convertir en refugiats, però la valentia de Zang Ba es va fer molt coneguda.

### Com a líder de bandits
Després de la ruptura nacional de la Rebel·lió dels Turbants Grocs, Zang entra a servei del governador de la Província de Xu, Tao Qian, i va reunir aventurers i gàngsters de l'àrea per a lluitar contra els Turbants Grocs. Entre els seus reclutaments, Sun Guan (孫観), Wu Dun (吳敦), Yin Li (尹礼), i Chang Xi (昌豨) eren els més destacats, i junts van protegir la província dels rebels. Però ells no van tornar al costat de Tao després de la campanya, en lloc d'això, van hostejar a Kaiyang (開陽) i establiren la seva independència.
Quan Lü Bu aconseguí el control de la Província de Xu, Zang i la seva banda passaren a ser coneguts com els Bandits Taishan i van atacar a un aliat de Lü, el Canceller de Langye, Xiao Jian (萧建), i es van apoderar del tresor de Langye. Enfurismat, Lü va dirigir personalment tropes per lluitar contra Zang, malgrat l'oposició del seu subordinat, Gao Shun, i fou repel·lit. D'altra banda, Zang, tement l'amenaça més gran de Yuan Shu, que aleshores era un dels més poderosos senyors de la guerra, va acordar formar una aliança amb Lü, i va ajudar en el contraatac de Lü contra l'agressió de Yuan.

### Servint a Cao Cao

#### Autonomia sobre les províncies de Xu i Qing
Quan Lü Bu i el seu subordinat, Liu Bei, van lluitar entre si, Cao Cao, el senyor de la guerra que tenia controlat l'emperador com un governant titella, va anar cap a l'est i va donar suport a Liu per lluitar contra Lü. Zang va posicionar-se amb Lü en oposició a Cao, però com a resultat de la batalla de Xiapi, Cao Cao finalment derrotà a Lü Bu, i va començar la persecució de Zang Ba.

## Família
- Pare: Zang Jie (臧戒)
- Fills:
  - Zang Ai (臧艾)
  - Zang Shun (臧舜)

## Anotacions
1. ↑  (割青、徐二州，委之於霸。) És registrat al SGZ que Cao Cao "cedí" la Província de Qing i la Província de Xu a Zang Ba.
2. ↑  (遂收兵於徐州，與孫觀、吳敦、尹禮等並聚眾，霸為帥，屯於開陽。) SGZ, biografia de Zang Ba.